# Odomas consimilis
Odomas consimilis är en insektsart som beskrevs av Van Stalle 1983. Odomas consimilis ingår i släktet Odomas och familjen dvärgstritar. Inga underarter finns listade i Catalogue of Life.